# Черепанов, Степан Михайлович
Степан Михайлович Черепанов (1918—1944) — майор Рабоче-крестьянской Красной Армии, участник Великой Отечественной войны, Герой Советского Союза (1944).

## Биография
Родился 4 декабря 1918 года в Камышлове. После окончания средней школы учился на энергетическом факультете в Уральском индустриальном институте, однако не окончил его.
С 28 июня 1941 года добровольно пошёл на службу в Рабоче-крестьянскую Красную Армию. В 1942 году окончил Смоленское артиллерийское училище. С июля того же года — на фронтах Великой Отечественной войны. В боях три раза был ранен.
К октябрю 1943 года капитан Степан Черепанов командовал артиллерией 764-го стрелкового полка 232-й стрелковой дивизии 38-й армии Воронежского фронта. Отличился во время битвы за Днепр. В ночь с 3 на 4 октября 1943 года под руководством Степана Черепанова батареи полка были переправлены на плацдарм на западном берегу Днепра в районе села Лютеж Вышгородского района Киевской области Украинской ССР. Лично организовывал их взаимодействие с пехотой, участвовал в отражении немецких контратак.
Представлен к награждению званием Героя Советского Союза за «умелое командование полковой артиллерией, мужество и героизм, проявленные при форсировании Днепра». Указом Президиума Верховного Совета СССР «О присвоении звания Героя Советского Союза офицерскому и сержантскому составу артиллерии Красной Армии» от 9 февраля 1944 года за «образцовое выполнение боевых заданий командования на фронте борьбы с немецкими захватчиками и проявленные при этом отвагу и геройство» был удостоен высокого звания Героя Советского Союза.
Орден Ленина и медаль «Золотая Звезда» получить не успел, так как 7 ноября 1944 года, будучи уже в звании майора, погиб в бою на территории Венгрии. Похоронен в Дебрецене на площади Пияц.
Был также награждён орденами Отечественной войны 1-й и 2-й степеней, Красной Звезды, рядом медалей. Член ВКП с 1942 года.
Память
В его честь названы улица и школа № 58, установлен бюст в Камышлове. На доме, где жил и учился, установлены мемориальные доски.